# 赤水水库
赤水水库是中国广西壮族自治区梧州市岑溪市岑城镇境内的一座水库，位于北流河支流义昌江上，建于1979年。水库正常库容为1040万立方米，集雨面积为22平方千米，海拔为181.89米。